# Myremobberen
Myremobberen (originaltitel: The Ant Bully) er en computeranimeret spillefilm fra 2006, der er produceret af Tom Hanks og Gary Goetzmans firma Playtone.

## Handling
Filmens handler om en 10-årig dreng, der bliver formindsket og er tvunget til at leve sammen med myrer.

## Danske stemmer
- Lucas Nickle – Jamie Morton
- Hova – Anne Oppenhagen Pagh
- Zoc – Jesper Lohmann
- Stan Beals – Torbjørn Hummel
- Kreela – Sidsel Agensø
- Fugax – Lars Lippert
- Myredronningen – Jette Sievertsen
- Mormor – Grethe Mogensen

## Øvrige stemmer
- Benjamin Boe Rasmussen
- Anne-Grethe Bjarup Riis
- Torben Sekov
- Christian Damsgaard
- Peter Røschke
- Ole Boisen
- Jens Andersen
- Max Hansen
- Lasse Lunderskov
- Annevig Schelde Ebbe
- Sonny Lahey